# Nicéphore Choumnos
Nicéphore Choumnos (en grec : Νικηφόρος Χοῦμνος ; né vers 1250/1255, mort en 1327) est un érudit et un dignitaire byzantin sous Andronic II Paléologue. Il est une des figures les plus importantes de la renaissance des arts et des lettres à l'époque des Paléologues. Il est connu pour avoir occupé le poste de premier ministre de l'empereur Andronic II durant près de onze ans. Sa rivalité intellectuelle avec Théodore Métochitès, un autre dignitaire et intellectuel de la même époque, contribue aussi à sa notoriété tout comme son rôle dans la construction du monastère de la Théotokos Gorgoepēkoos (Θεοτόκος Γοργοεπήκοος) à Constantinople.

## Biographie
Choumnos est né entre 1250 et 1255. Il vient d'une famille aisée dont les membres sont présents à divers étages de la hiérarchie officielle depuis le XIe siècle. Nicéphore étudie la rhétorique et la philosophie sous la direction de Grégoire II de Chypre, le futur patriarche de Constantinople. Il entre ensuite au sein de la bureaucratie byzantine. Il apparaît pour la première fois dans les sources vers 1275 en tant que questeur, à la tête de l'ambassade reçue par Abaqa, l'Ilkhan de Perse. Bien qu'il ait soutenu la cause de l'Union des deux Églises sous Michel VIII, il l'abjure sous Andronic II dont la foi orthodoxe est particulièrement forte et qui refuse l'idée d'un compromis avec Rome. Vers 1285, il compose un panégyrique en l'honneur de l'empereur et met l'accent non seulement sur ses réussites et ses talents, mais aussi sur sa farouche opposition à l'Union. À la suite de ce discours, sa progression dans la hiérarchie est rapide. Au début de l'année 1294, il succède à Théodore Mouzalon comme mésazôn (en fait premier ministre) et mystikos (conseiller privé) et en 1295, il obtient la fonction d’epi tou kanikleiou, devenant ainsi le chef de la chancellerie impériale,. Du fait du peu d'activité d'Andronic dans les affaires administratives (il préfère s'adonner à ses pratiques de dévot), Nicéphore Choumnos est de facto à la tête de l'État. Son influence croissante entraîne une opposition avec le patriarche Athanase Ier et il semble que Nicéphore ait joué un rôle dans la destitution de celui-ci en 1293. Leur inimitié se base sûrement sur les tendances centralisatrices de Nicéphore ainsi que sur l'éducation humaniste et classique du premier ministre. Cette opposition se traduit par des accusations mutuelles de corruption.
En 1303, après l'échec du mariage de sa fille Irène avec Alexis II de Trébizonde et en dépit de l'opposition de l'impératrice Irène, il renforce ses liens avec la dynastie régnante en mariant sa fille avec le despote Jean Paléologue, troisième fils de l'empereur. Néanmoins, à partir de 1306, il est évincé comme mésazôn par Théodore Métochitès. Toutefois, lors de son mandat, Nicéphore a accumulé une grande fortune notamment au travers de propriétés en Macédoine grâce à des pots-de-vin, en vendant des fonctions etc. Ces pratiques sont assez communes au sein de la bureaucratie des Paléologue dont la corruption administrative est un lourd fardeau pour la population de l'empire. Nicéphore utilise une partie de sa fortune dans la construction du monastère Théotokos Gōrgoepēkoos à Constantinople.
En 1309-1310, Nicéphore Choumnos devient gouverneur de Thessalonique, la deuxième plus grande ville de l'empire, avant de se retirer peu à peu de la vie politique et administrative. Sa participation active au procès du patriarche Niphon en 1314 (il rédige l'acte d'accusation pour simonie) est sa dernière intervention importante. Durant les années 1320, il s'engage dans de longues polémiques avec son rival politique et intellectuel Théodore Métochitès. Alors que Nicéphore met en avant le manque de clarté de son adversaire, Métochitès s'attaque au désintérêt de Choumnos pour la physique ainsi que son ignorance en astronomie. Vers 1326, Choumnos devient moine et se retire dans le monastère du Christ Philanthrope de Constantinople, fondé par sa fille Irène. Il y meurt le 16 janvier 1327.

## Famille
Le frère de Nicéphore, Théodore, était aussi un dignitaire de la cour.
De son mariage avec une femme au nom inconnu, Choumnos eut au moins six enfants :
- une fille aînée dont le nom ne nous est pas parvenu, qui fut religieuse ;
- Jean Choumnos, parakoimōmenos (chambellan) et général[8] ;
- Georges Choumnos, epi tēs trapezēs (maître de la table impériale) et megas stratopedarchēs (grand maître du camp)[8] ;
- Nicolas Choumnos ;
- un autre fils dont le nom ne nous est pas parvenu, moine défroqué ;
- Irène Choumnaina Paléologue, fondatrice et supérieure du monastère du Christ Philanthrope à Constantinople[9].

## Œuvre conservée
1. Textes philosophiques :
- Sur la nature du monde
- Sur les corps premiers et simples
- Que la terre est au centre du monde et que rien n'est plus bas que celle-ci, tout le reste étant au-dessus
- Que la matière n'existe pas avant les corps, ni les formes de façon séparée, mais les deux ensemble
- Réfutation de Plotin sur l'âme
- Sur l'âme végétative et sensible
- Sur le fait qu'il n'est pas impossible, même selon les lois de la physique, que de l'eau ait été placée au-dessus du firmament lors de la création du monde et existe et demeure pour toujours
- Sur l'air
- Réfutation des savants d'autrefois sur le même sujet et contre d'autres qui ne se sont pas exprimés ainsi sur la même difficulté

2. Textes religieux :
- Sur le miracle de Cana
- Sur la prière adressée à Élie par Élisée
- Sur la Sainte Transfiguration du Christ

3. Textes rhétoriques :
- Éloge de l'empereur Andronic II
- Discours aux Thessaloniciens pour les engager à pratiquer la justice
- Réquisitoire contre Niphon, qui fut en tout un très mauvais patriarche, accusation portée devant le Saint Synode par les évêques de Nicomédie et de Mitylène
- Oraison funèbre du bienheureux et très saint métropolite de Philadelphie, Théolepte, dans laquelle est faite une brève réfutation du dogme latin sur la procession du Saint-Esprit auquel le défunt s'est fermement opposé et contre lequel il a combattu avec vigueur
- Consolation à sa fille l'impératrice, à l'occasion de son veuvage survenu dans sa seizième année
- À l'autocrator sur la mort de son fils le despote
- Consolation à un ami sincère frappé par le malheur

4. Textes polémiques :
- Pour certains de ses amis, qu'il ne faut pas s'indigner si des gens incultes font une renommée à des fraudeurs maladroits et sans talent
- Sur la valeur et l'efficacité de l'éloquence
- Contre ceux qui s'indignent qu'on critique des rhéteurs confus et gauches et qui, en astronomie, sont en contradiction avec Platon

5. Poèmes :
- 3 pièces sur la mort de Michel IX Paléologue

6. Correspondance:
- 172 lettres (dont 40 adressées à l'empereur Andronic II, et 28 à Joseph le Philosophe)